# Harry Butch Reynolds
Pour les articles homonymes, voir Harry Reynolds, Reynolds et Butch.
Harry « Butch » Reynolds (né le 8 juin 1964 à Akron) est un athlète américain spécialiste du 400 mètres. Il est l'actuel codétenteur du record du monde du relais 4 × 400 mètres en compagnie de ses compatriotes Andrew Valmon, Quincy Watts et Michael Johnson dans le temps de 2 min 54 s 29, établi lors des championnats du monde de 1993. Reynolds a par ailleurs détenu durant près de onze ans le record du monde du 400 mètres.

## Carrière

### Débuts
Né à Akron dans l'Ohio, Harry Butch Reynolds pratique le basket-ball dans son équipe de lycée mais ne parvient pas à s'imposer en raison de sa taille (1,93 m). Il ne découvre l'athlétisme qu'à l'âge de dix-huit ans où après un essai au saut en longueur, il se spécialise dans le 400 mètres. Auteur de chronomètres proches des 48 secondes, il bénéficie d'une bourse d'études à l'Université de Butler à El Dorado avec laquelle il remporte les championnats universitaires de sa région. Ce titre lui permet de rejoindre l'Université de l'État de l'Ohio, dont figure parmi ses étudiants célèbres son compatriote Jesse Owens. Entraîné par Franck Zubovich, il réalise 45 s 36 en 1986.
En 1987, il remporte le titre du 400 m des Championnats NCAA. Peu après, il établit à Columbus (Ohio) la meilleure performance mondiale de l'année en 44 s 10, temps constituant alors le meilleur chronomètre jamais réalisé sur 400 m au niveau de la mer. Vainqueur de son premier et unique titre de champion des États-Unis (44 s 46) en juin à San José, il participe fin août aux Championnats du monde de Rome, sa première compétition internationale majeure. Il se classe troisième de la finale du 400 mètres en 44 s 80, derrière l'Allemand Thomas Schönlebe (44 s 33) et le Nigérian Innocent Egbunike (44 s 56), puis remporte en fin de compétition le titre mondial du relais 4 × 400 mètres aux côtés de Danny Everett, Roddie Haley et Antonio McKay, devançant largement le Royaume-Uni et Cuba.

### Record du monde
En 1988, lors des sélections olympiques américaines d'Indianapolis, Harry Butch Reynolds remporte la finale du 400 mètres en 43 s 87, devant Danny Everett (43 s 98), devenant les premiers athlètes depuis Lee Evans et Larry James lors des Jeux de Mexico en 1968 à descendre sous la barrière des 44 secondes sur le tour de piste. Deux mois plus tard, le 17 août 1988 à Zurich, l'Américain établit le nouveau record du monde du 400 m en 43 s 29, améliorant de 57 centièmes de seconde la précédente meilleure marque mondiale détenue par Lee Evans depuis 1968. Favori des Jeux olympiques de Séoul, il s'incline de cinq centièmes face à son compatriote Steve Lewis mais remporte néanmoins sa première médaille olympique dans le temps de 43 s 93. Aligné par ailleurs dans l'épreuve du relais 4 × 400 m, il s'adjuge le titre olympique en compagnie de Danny Everett, Steve Lewis et Kevin Robinzine. L'équipe des États-Unis égale avec le temps de 2 min 56 s 16 le record du monde de la discipline établi par Vincent Matthews, Ron Freeman, Larry James et Lee Evans lors des Jeux de Mexico.
Dépassé désormais dans les bilans mondiaux par son compatriote Antonio Pettigrew, il se classe deuxième de la Finale du Grand Prix de 1989 derrière Danny Everett.

### Suspension pour dopage
En 1990, Butch Reynolds est contrôlé positif aux stéroïdes anabolisants à l'occasion du meeting de Zurich qu'il remporte en 44 s 22, contrôle confirmé quelques semaines plus tard par une contre-expertise réclamée par l'IAAF. Cette dernière décide de lui infliger deux ans de suspension. L'Américain, qui conteste cette décision en faisant valoir une prise d'échantillon d'urine non effectuée dans les règles, saisit les tribunaux de son pays et intente un procès à la Fédération internationale. En 1992, la Cour suprême des États-Unis ordonne au comité olympique américain (USOC) d'autoriser Reynolds à participer aux sélections olympiques, en vertu des lois nationales prévalant sur les règlements sportifs. Mais cette décision allant à l'encontre des règles du Comité international olympique (CIO) et de l'IAAF, interdisant toute compétition pour les athlètes sanctionnés pour dopage, l'Américain est menacé d'une suspension supplémentaire de quatre mois s'il s'aligne aux sélections olympiques. Reynolds participe finalement à cette compétition en se classant cinquième de la finale ; il n'est pas sanctionné par l'IAAF mais n'est pas retenu dans l'équipe américaine pour participer au relais des Jeux olympiques de 1992. Fin 1993, il est débouté par la Cour suprême des États-Unis et renonce au procès intenté à l'IAAF.

### Champion du monde en salle
En début d'année 1993, Harry Butch Reynolds remporte le titre du 400 m des Championnats du monde en salle de Toronto en 45 s 26, devançant d'une demi-seconde le Nigérian Sunday Bada. Cette performance constitue sa seule victoire individuelle lors d'un championnat international majeur. Plus tard dans la saison, il prend la deuxième place des Championnats des États-Unis (44 s 12), derrière Michael Johnson mais devant Quincy Watts, le champion olympique en titre. Lors des Championnats du monde de Stuttgart, Reynolds s'incline une nouvelle fois face à Michael Johnson mais obtient une deuxième médaille d'argent dans cette épreuve, six ans après les mondiaux de Rome. Le 22 août 1993, lors de la dernière journée des compétitions, l'équipe américaine, composée de Andrew Valmon, Quincy Watts, Harry Butch Reynolds et Michael Johnson, établit un nouveau record du monde du relais 4 × 400 m en 2 min 54 s 29, améliorant de près d'une seconde et demie l'ancienne marque planétaire détenue par les États-Unis depuis les Jeux de Barcelone, en 1992. Il se classe deuxième de la Finale du Grand Prix 1993 disputée en fin de saison à Monaco, s'inclinant face au Britannique David Grindley.
Aux Championnats du monde 1995 de Göteborg, l'Américain remporte une nouvelle médaille d'argent sur 400 m mais subit la domination de Michael Johnson, le meilleur spécialiste mondial de la discipline. Aligné dans l'équipe du relais 4 × 400 m aux côtés de Marlon Ramsey, Derek Mills et Michael Johnson, Butch Reynolds décroche le troisième titre mondial de sa carrière. Les États-Unis s'imposent en 2 min 57 s 32 devant la Jamaïque. En 1996, il termine deuxième des sélections américaines pour les Jeux d'Atlanta, derrière Michael Johnson. Victime d'une blessure aux ischio-jambiers lors des demi-finales, il manque la qualification pour la finale et doit déclarer forfait pour le relais.
Il met un terme à sa carrière d'athlète à l'issue de la saison 1999. Il a depuis fondé la Butchs Care for Kids Foundation et a été entraîneur de vitesse pour l'équipe de football américain de l'université de l'État de l'Ohio jusqu'à sa démission en avril 2008.
Il est élu au Temple de la renommée de l'athlétisme des États-Unis en 2016.

## Palmarès

### International
| Année | Compétition                    | Lieu      | Résultat | Épreuve   |
| ----- | ------------------------------ | --------- | -------- | --------- |
| 1987  | Championnats du monde          | Rome      | 3e       | 400 m     |
| 1987  | Championnats du monde          | Rome      | 1er      | 4 × 400 m |
| 1988  | Jeux olympiques                | Séoul     | 2e       | 400 m     |
| 1988  | Jeux olympiques                | Séoul     | 1er      | 4 × 400 m |
| 1989  | Finale du Grand Prix           | Monaco    | 2e       | 400 m     |
| 1991  | Jeux panaméricains             | La Havane | 4e       | 400 m     |
| 1991  | Jeux panaméricains             | La Havane | 2e       | 4 × 400 m |
| 1993  | Championnats du monde en salle | Toronto   | 1er      | 400 m     |
| 1993  | Championnats du monde          | Stuttgart | 2e       | 400 m     |
| 1993  | Championnats du monde          | Stuttgart | 1er      | 4 × 400 m |
| 1993  | Finale du Grand Prix           | Londres   | 2e       | 400 m     |
| 1995  | Championnats du monde          | Stuttgart | 2e       | 400 m     |
| 1995  | Championnats du monde          | Stuttgart | 1er      | 4 × 400 m |

### National
- Championnats des États-Unis : vainqueur en 1987
- Championnats NCAA : vainqueur en 1987

## Records

### Records personnels
| Épreuve   | Performance | Lieu    | Date         |
| --------- | ----------- | ------- | ------------ |
| Extérieur | 43 s 29     | Zurich  | 17 août 1988 |
| Salle     | 45 s 26     | Toronto | 14 mars 1993 |

### Records du monde
- Record du monde du 400 m en 43 s 29 le 17 août 1988 à Zurich (amélioration du record de Lee Evans de 57 centièmes, sera battu de 11 centièmes par Michael Johnson le 26 août 1999 à Séville)
- Record du monde du relais 4 × 400 m en 2 min 56 s 16 le 1er octobre 1988 à Séoul avec Danny Everett-Steve Lewis-Kevin Robinzine (record de Vincent Matthews-Ron Freeman-Larry James-Lee Evans égalé)
- Record du monde du relais 4 × 400 m en 2 min 54 s 29 avec Michael Johnson, Andrew Valmon et Quincy Watts le 22 août 1993 à Stuttgart (amélioration du record codétenu par deux relais américains (Matthews - Freemann - James - Evans) en 1968 et (Everett - Lewis - Robinzine - Reynolds) en 1988